# سلمونت-وست سلمونت (آلاباما)
سلمونت-وست سلمونت (به انگلیسی: Selmont-West Selmont) شهرکی در شهرستان دالاس ایالت آلاباما است که مساحت آن ۸٫۵۹ کیلومترمربع است و در سرشماری سال ۲۰۱۰ میلادی، ۲٬۶۷۱ نفر جمعیت داشته و تراکم جمعیتی آن، ۳۱۰٫۹۴ در کیلومترمربع بوده است.